# 블라우스

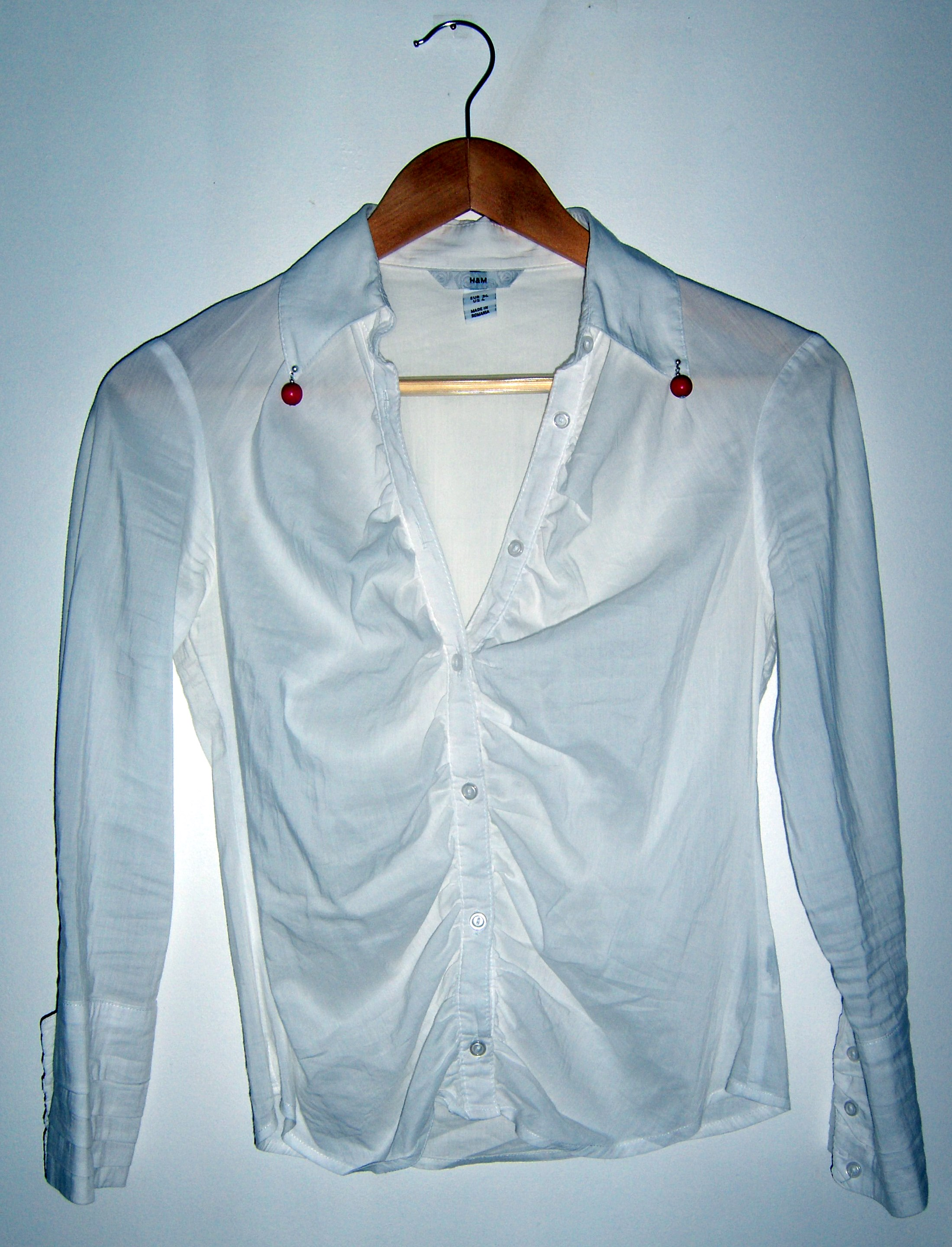
블라우스

블라우스(blouse, 문화어: 양복적삼)는 여자가 겉에 입는 셔츠 모양의 몸에 딱 붙지 않는(loose-fitting) 웃옷의 한 종류다. 입는 방법에 따라 언더블라우스와 오버블라우스로 나눈다. 언더블라우스는 블라우스 자락을 치마나 바지 속에 넣어 입으며, 오버블라우스는 블라우스 자락을 아래옷 위에 덮이도록 내서 입는다. 블라우스 위에 재킷을 입는 경우도 있는데, 대체로 직장이 있는 여성, 주로 항공 승무원들이 입는 형태이다.

## 같이 보기
- 드레스
- 스커트